# Лундберг, Эмиль
Эмиль Лундберг (швед. Emil Lundberg; 11 января 1982, Лулео) — шведский хоккеист, центральный и правый нападающий. В настоящее время является игроком шведского клуба «АИК».

## Карьера
Большую часть своей карьеры провел в «Лулео». Начал в юношеской команде в сезоне 1999-00, в котором он сыграл всего четыре матча. Более существенных результатов добился в следующем году в юношеской команде. В течение двух сезонов он сыграл 54 игры с балансом 15 голов и 24 передачи. В девятнадцать лет впервые сыграл за взрослую команду единственную игру в плей-офф в сезоне 2001-02.
Стабильно выступать за основную команду начал в сезоне 2002-03, провел 51 матч, в которых он забил только одну шайбу и сделал две результативные передачи. Следующие три года были более удачными.
Впервые сменил клуб в 2006 году. За финский клуб «СайПа» забил 12 шайб и сделал 18 передач. В следующем сезоне отправился в ХПК, за который сыграл 37 игр (8 + 12), однако в конце года вернулся в Лулео, где играл следующие два сезона. В 2010 году получил предложение от «Лев», однако клуб не смог выступить в КХЛ; и в сезоне 2010-11 Лундберг выступал за ХК «Попрад», провел 71 игру, забил 24 шайбы и сделал 19 передач. Этот сезон стал для него самым успешным в карьере.
В сезоне 2011-12 продолжил карьеру в клубе КХЛ «Лев». Провел 54 игры, забил 10 шайб и сделал 5 результативных передач. Первую шайбу в КХЛ забросил 12.10.2011 в Риге в игре с «Динамо» Рига.
Летом 2013 г. находился на просмотре в клубе-новичке Континентальной хоккейной лиги «Медвешчак», однако убедить руководство клуба в своей необходимости Лундбергу не удалось.

## Статистика
Последнее обновление: 6 декабря 2013 года

### Клубная карьера
```
                                            --- Regular Season ---  ---- Playoffs ----
Season   Team                        Lge    GP    G    A  Pts  PIM  GP   G   A Pts PIM
--------------------------------------------------------------------------------------
2000-01  Lulea HF                    SEL    --   --   --   --   --   1   0   0   0   0
2001-02  Lulea HF                    SEL     9    0    0    0    0   6   0   1   1   0
2002-03  Lulea HF                    SEL    47    1    2    3    8   4   0   0   0   0
2003-04  Lulea HF                    SEL    38    3    3    6   12   5   1   0   1   0
2004-05  Lulea HF                    SEL    50    5    6   11   26   4   0   1   1   2
2005-06  Lulea HF                    SEL    39    3    4    7   34   6   0   0   0   6
2006-07  SaiPa Lappeenranta          SM-li  56   12   18   30   89  --  --  --  --  --
2007-08  HPK Hameenlinna             SM-li  37    8   12   20   26  --  --  --  --  --
2007-08  Lulea HF                    SEL     7    0    3    3    8  --  --  --  --  --
2008-09  Lulea HF                    SEL    55    6    4   10   34   5   0   1   1   0
2009-10  Lulea HF                    SEL    48    5    5   10   10  --  --  --  --  --
2010-11  HK SKP Poprad               Slova  53   20   13   33   59  18   4   6  10  16
2011-12  Lev Poprad                  KHL    54   10    6   16   26  --  --  --  --  --
2012-13  Kloten                      Swiss  33    6    4   10   14  --  --  --  --  --
--------------------------------------------------------------------------------------
```